# Mayo-Kebbi Est
Mayo-Kebbi Est er en af de 23 regioner i Tchad. Regionens hovedby er Bongor. Det består af det som tidligere var dele af præfekturet Mayo-Kebbi (underpræfekturerne Bongor, Fianga og Gounou Gaya).

## Inddeling
Mayo-Kebbi Est-regionen er inddelt i fire departementer:
| Departement | Hovedby     | Underpræfekturer           |
| ----------- | ----------- | -------------------------- |
| Kabbia      | Gounou Gaya | Gounou Gaya, Hollom-Gamés  |
| Mayo-Lémié  | Guelendeng  | -                          |
| Mayo-Boneye | Bongor      | Bongor, Kim, Koyom, Rigaza |
| Mont d'Illi | Fianga      | -                          |

## Demografi
Regionen havde 495.339 indbyggere i 1993. De vigtigste etnisk-sproglige grupper er mousseyerne, massaerne, tupurierne, marbaerne, kéraerne, mousgoumerne og kimener.